# Luca Crescenzi
Luca Andrea Crescenzi (sinh ngày 2 tháng 4 năm 1992) là một cầu thủ bóng đá người Ý thi đấu cho Vicenza theo dạng cho mượn từ Lugano.

## Sự nghiệp câu lạc bộ
Anh ra mắt chuyên nghiệp tại Lega Pro cho Nocerina vào ngày 9 tháng 9 năm 2012 trong trận đấu trước Prato.